# عروس چمنزار اروپایی
عروس چمنزار اروپایی (نام علمی: Filipendula ulmaria) گیاهی است پایا با ساقه‌ای افراشته و گل‌آذین دیهیم به گل‌های سفید یا کرم رنگ.
برگ‌های آن متناوب تک‌شانه‌ای با دندانه‌های بزرگ هستند. میوه‌های آن هر کدام تنها یک دانه دارند. این گیاه به صورت خودرو در کنار آب‌ها و نزدیک چشمه‌ها و اماکن مرطوب به وفور یافت می‌شود. این گیاه از قدیم به عنوان گیاهی دارویی به کار می‌رفت.
شرایط محیط رشد گیاه اسپیره به شرح زیر است:
خاک: خاک باغچه ، مرطوب و خوب زهکشی شده.
نور: آفتابی - نیمسایه.
این گیاه در معرض آفتاب رشد بهتری خواهد داشت.
دما: دمای 5 درجه تا 16 درجه.
همانطور که ذکر شد این گیاه متعلق به مناطق معتدل است و بهتر است دمای هوا از 5 درجه کمتر نشود .
آبیاری: به صورت متوسط صورت گیرد.
اسپیره در برابر خشکی مقاوم است.
هرس: این گیاه حتماً به سالی یکبار هرس نیاز دارد.
نوک شاخه ها را پس از گلدهی هرس کنید و شاخه های مسن و گلهای پژمرده را از گیاه حذف کنید.
کوددهی: یک بار در سال صورت گیرد.
اسپیره به عنوان گندزدا و آنتی روماتوئید ، قابض و ضد اختلالات دستگاه گوارش کاربرد دارد.